# Zbigniew Doda (szachista)
Zbigniew Doda (ur. 22 lutego 1931 w Poznaniu, zm. 8 lutego 2013 w Poznaniu) – polski szachista, mistrz międzynarodowy.

## Kariera szachowa
W latach 60. i 70. Doda należał do ścisłej czołówki polskich szachistów. Jego pierwszym turniejem były mistrzostwa Polski juniorów w Sopocie w 1949 roku. Zajął tam dzielone 4–6 miejsce. Następny start w imprezie ogólnopolskiej miało miejsce w 1952 r. Na turnieju I kategorii w Lublinie zajął 1 miejsce, za co otrzymał kategorię kandydata na mistrza. W 1953 r. dzielił 1–2 miejsce w półfinale mistrzostw Polski w Poznaniu, co pozwoliło mu zadebiutować w finale indywidualnych mistrzostw Polski, jednak pierwszy sukces odniósł w szóstym swoim finale, w 1960 r. we Wrocławiu, gdzie zdobył srebrny medal. Tytuł mistrza Polski zdobył dwukrotnie, w 1964 i 1967 r., tytuł wicemistrza – trzykrotnie (oprócz 1960, również 1962 i 1965). W latach 1953–1978 brał udział łącznie w 21 finałach mistrzostw Polski. W tym okresie był również stałym reprezentantem Polski w drużynowych rozgrywkach międzynarodowych. Uczestniczył w siedmiu olimpiadach szachowych. Bardzo udanie zadebiutował na olimpiadzie w Lipsku w 1960 r., osiągając rezultat 65,4% na czwartej szachownicy. Również udane były jego występy w Warnie (1962) i Hawanie (1966), w których uzyskał wynik powyżej 60%, a także w Tel Awiwie w 1964 r., gdzie grając na pierwszej szachownicy awansował razem z drużyną do finału A. Łącznie do 1974 r. wystąpił w siedmiu turniejach olimpijskich, zdobywając 52½ pkt w 92 partiach. W 1973 r. wystąpił w drużynowych mistrzostwach Europy w Bath, na których polscy szachiści zajęli IV miejsce.
Występami na olimpiadzie w Warnie oraz na turnieju w Berlinie w 1962 r. Doda wypełnił normy na tytuł mistrza międzynarodowego, który Międzynarodowa Federacja Szachowa przyznała mu w 1964 r. W 1968 r. zwyciężył w turnieju B w Wijk aan Zee, natomiast rok później w tym mieście był bliski wypełnienia normy arcymistrzowskiej, uczestnicząc w turnieju A. W gronie arcymistrzów z czołówki światowej zajął VII miejsce (zwyciężył Jefim Geller przed Michaiłem Botwinnikiem, Lajosem Portischem i Paulem Keresem). W 1975 zajął trzecie miejsce w silnie obsadzonym turnieju w Polanicy-Zdroju, wyprzedzając m.in. Wolfganga Uhlmanna. Poza występami na olimpiadach Doda reprezentował Polskę w 27 meczach międzypaństwowych i brał udział w blisko pięćdziesięciu turniejach międzynarodowych. Ulubionym otwarciem Dody była obrona Benoni, w której pokonał m.in. Svetozara Gligoricia.
Najwyższy ranking w karierze osiągnął 1 lipca 1971 r., z wynikiem 2430 punktów dzielił wówczas 2-3. miejsce (za Włodzimierzem Schmidtem, wspólnie z Jerzym Lewim) wśród polskich szachistów.
Został pochowany na Cmentarzu Junikowo w Poznaniu.